# Cacatua alba

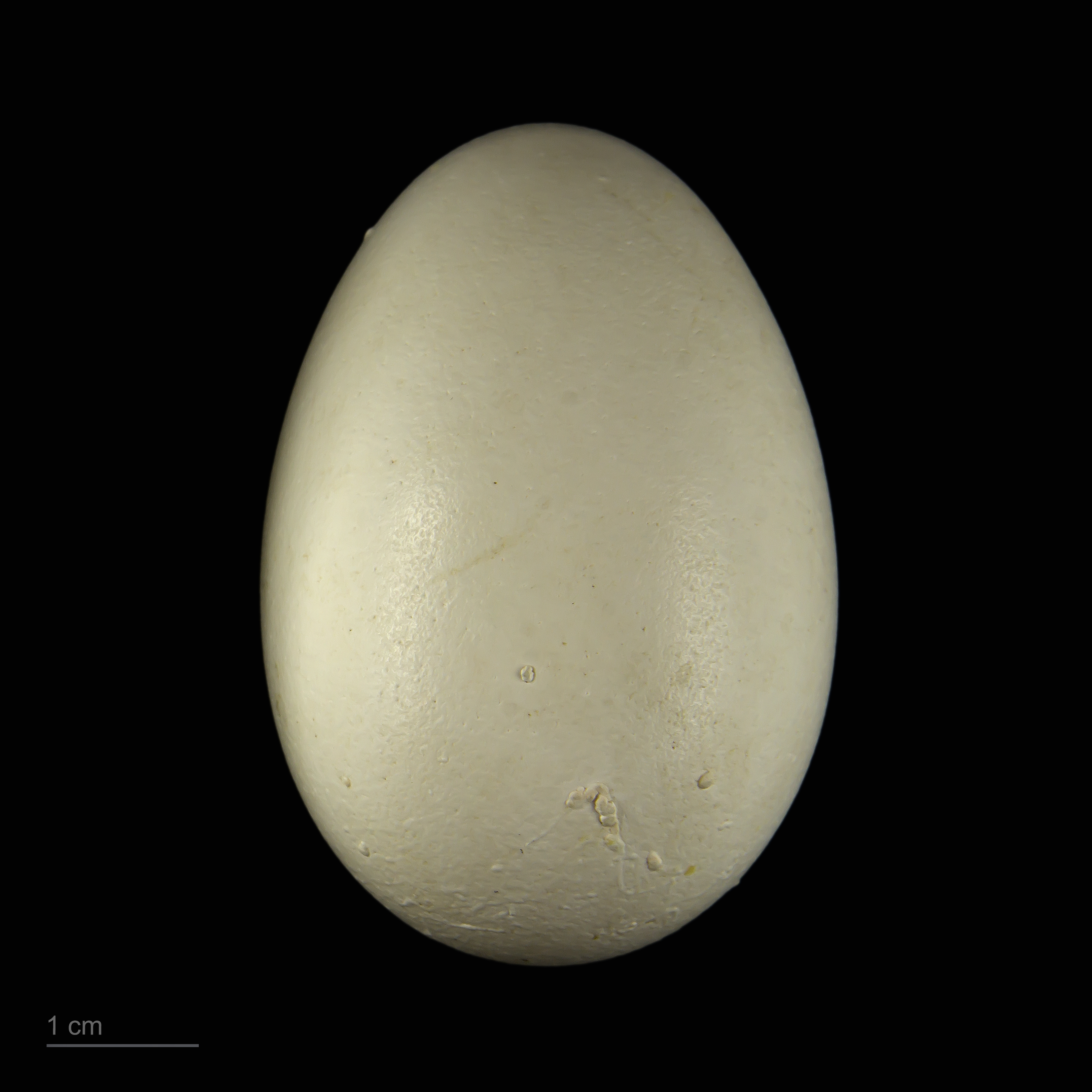
Uovo di Cacatua alba

Il cacatua bianco (Cacatua alba) è un uccello della famiglia dei Cacatuidi, endemico dell'Indonesia.